# Dovydaitis
Dovydaitis ist ein litauischer männlicher Familienname, abgeleitet vom Vornamen Dovydas.

## Weibliche Formen
- Dovydaitytė (ledig)
- Dovydaitienė (verheiratet)

## Namensträger
- Pranas Dovydaitis (1886–1942), Hochschullehrer und Politiker
- Tomas Dovydaitis (* 1983), Badmintonspieler